# 콩고 민주 공화국의 경제
콩고 민주 공화국의 경제는 천연 자원과 광물 자원 분야에서 엄청난 잠재력을 지니고 있음에도 불구하고 1980년대 중반 이후 급격히 쇠퇴했다.
1960년 독립 당시 콩고 민주 공화국은 남아프리카 공화국에 이어 아프리카에서 두 번째로 산업화된 나라였다. 그것은 번창하는 광업 부문을 자랑했고 농업 부문은 상대적으로 생산적이었다. 그 이후로 수십 년 동안의 부패, 전쟁 및 정치적 불안정은 성장을 더욱 악화시켜 오늘날 콩고 민주 공화국은 1인당 국내총생산(GDP)과 인간 개발 지수(HDI) 등급을 세계에서 가장 낮은 수준으로 떨어뜨리고 있으며, 이는 콩고 민주 공화국을 세계에서 가장 취약한 최하위 선진국 중 하나로 만들었다.
그럼에도 불구하고 콩고 민주 공화국은 빠르게 현대화되고 있다. 2016년에 HDI 개발에 있어 가장 큰 긍정적인 변화를 가져왔다. 정부 사업에는 모성 및 아동 건강을 위한 보건 시스템 강화, 전기 접속 확대, 급수 시설 재건, 도시 및 사회 재건 프로그램 등이 포함된다.

## 갈등의 경제적 영향
1996년 시작된 제1차, 제2차 콩고 전쟁 이후 발생한 두 차례의 분쟁으로 국가 생산량과 정부 수입이 크게 줄었고, 대외 부채가 증가했으며, 전쟁으로 인해 5백만 명 이상이 사망했으며, 이와 연관된 기아와 질병으로 인한 사망자가 발생했다. 영양실조는 그 나라 인구의 약 3분의 2에 영향을 미친다.
농업은 1997년 GDP의 57.9%를 차지하는 경제의 버팀목이다. 1996년에 농업은 노동인구의 66%를 고용했다.
광물이 풍부한 콩고 민주 공화국은 수십 년 동안 콩고 내에서 많은 투쟁의 중심에 있었지만 특히 1990년대에 들어서는 약탈적 광물 채취의 힘든 역사를 가지고 있다. 아프리카에서 두 번째로 큰 나라의 경제는 광산에 크게 의존하고 있다. 그러나 많은 경제활동은 비공식 부문에서 발생하며 GDP 데이터에 반영되지 않는다.
2006년 국제 투명성 기구는 부패 인식 지수에서 콩고 민주 공화국을 163개국 중 156개국으로 평가해 방글라데시, 차드, 수단과 2.0점을 기록했다. 조제프 카빌라 대통령은 2001년 권좌에 오르자마자 경제 범죄 억제 위원회를 설립했다.
콩고 민주 공화국에서의 갈등은 물, 광물, 그리고 다른 자원들에 관한 것이었다. 위기 때처럼 정치 의제는 경제를 악화시켰고, 엘리트들은 이득을 보고 일반 대중은 고통을 받았다. 이것은 부패한 국내외 기업들의 결과로 악화되었다. 기업들은 자원을 얻기 위해 투쟁을 선동하고 허락한다. 그 나라의 사망자 중 상당수는 기본적인 서비스의 부족에 기인한다. 1998년 전쟁 이후 난민들의 유입은 빈곤 문제를 악화시킬 뿐이다. 콩고 민주 공화국 납세자들의 돈은 종종 콩고 민주 공화국 시민들 대신 자신들을 위해 돈을 쓰는 부패한 지도자들에 의해 유용된다. 콩고 민주 공화국은 지속적으로 UN 인간 개발 지수에서 가장 낮은 평가를 받는다.

## 국제 관계
국제부흥개발은행(IBRD) 콩고 신탁기금 열악한 인프라, 불확실한 법률 체계, 부패, 정부 경제 정책 및 금융 운영의 개방성 결여가 투자와 성장에 제동을 걸고 있다. 많은 국제 통화 기금과 세계은행 사절단은 일관성 있는 경제 계획을 개발하도록 돕기 위해 새 정부와 만났지만 관련 개혁은 보류되어 있다.
계속되는 환율 하락에 직면하자 정부는 더욱 과감한 조치를 취했고 1999년 1월에는 모든 국내 상거래에 미화 달러화를 사용하는 것을 금지했다. 정부는 경제 거래를 위한 외환을 제공할 수 없었지만, 지출 재원을 마련하기 위해 돈을 인쇄하는 데 의존해 왔다. 2000년 성장은 국제 기부자들의 조건 충족의 어려움, 지속적인 낮은 수출 가격, 그리고 쿠데타 이후의 불안정으로 인해 마이너스였다. 2003년 125개 회사가 부패를 드러낸 콩고 민주 공화국 분쟁에 기여했다.

### 세계은행
콩고 민주 공화국은 국제 개발 협회의 도움으로 사회 서비스의 재설립을 위해 노력해왔다. 이것은 1,500만 명의 사람들에게 기본적인 건강 서비스에 대한 접근 권한을 주고 말라리아가 사람들에게 퍼지는 것을 막기 위한 모기장을 주는 것으로 이루어진다. 긴급 해체 및 재통합 프로그램으로 107,000명 이상의 성인들과 34,000명의 어린이 군인들이 군사적인 자세를 취했다. 루붐바시에서 카탕가주의 카소메노까지의 이동 시간이 7일에서 2시간으로 단축되었는데, 이는 주요 상품의 가격이 60%까지 하락했기 때문이다. IFC, KfW 및 EU의 도움으로 콩고 민주 공화국은 사업 설립에 걸리는 시간을 51% 단축하고 건축 허가를 받는 데 걸리는 시간을 54% 단축하고 세금을 118개에서 30개로 줄임으로써 사업을 개선했다. 특히 교육 받은 직원이 참석하는 배송 건수가 47%에서 80%로 급증한 것으로 나타났다. 1,400만 권의 교과서가 아이들에게 제공되었고, 학교의 완성률이 증가했으며, 그것을 추구하는 학생들에게 더 높은 교육이 제공되었다.

### 간편한 업무 수행 비즈니스 순위(EDBR)
콩고 민주 공화국은 세계은행에 의해 순위가 매겨진 사업 규모에서 낮은 183위를 차지하고 있다. 이는 창업, 계약 시행, 세금 납부, 부실 해결, 투자자 보호, 국경을 넘나드는 거래, 신용장 획득, 전기 구입, 건축 허가 처리, 부동산 등록 등의 어려움을 측정한다.

### 국제 통화 기금
국제 통화 기금(IMF)은 콩고 민주 공화국 정부가 소유한 광산 중 하나와 이스라엘의 억만장자 댄 거틀러로부터 광산 거래에 대한 세부사항을 밝히지 못하자 콩고에게 2년간의 중단 후 10억 달러의 차관을 제공할 계획이다. 2016년 12월에 차기 대통령에 대한 선거가 있을 것이고 이에 따른 자금 조달 비용은 약 11억 달러에 달할 것이기 때문에 이 대출은 국가에 필요할 수 있다. 이 투표의 가장 큰 문제는 서유럽 크기의 6천8백만 명의 나라를 1,860마일도 안 되는 포장도로가 있는 투표소로 보내는 것이다.

## 부문

### 농업
농업은 1997년 GDP의 57.9%를 차지하는 경제의 버팀목이다. 주된 현금 작물로는 커피, 야자유, 고무, 면, 설탕, 차, 코코아가 있다. 식량작물에는 카사바, 플랜틴, 옥수수, 땅콩, 쌀이 포함된다. 1996년에 농업은 노동인구의 66%를 고용했다.

### 어업
중앙아프리카에서 콩고 민주 공화국은 또한 아프리카 숲의 50퍼센트와 전체 대륙에 수력발전을 제공할 수 있는 강 시스템을 소유하고 있다고 유엔이 발표한 바 있다. 생선은 콩고 민주 공화국에서 동물성 단백질의 가장 중요한 공급원이다. 2003년 총 해양, 하천, 호수 어업 생산량은 22만2965t으로 내해수역 5000t을 제외한 것이다. 주정부 기관인 PEMARZA는 해양 어업을 계속한다.

### 임업
숲은 전체 육지 면적의 60퍼센트를 차지한다. 방대한 목재 자원이 있으며, 이 나라의 6100만 헥타르(1억 5천만 에이커)의 개발은 이제 시작일 뿐이다. 중앙콩고주의 마움베 지역은 한때 목재 개발의 중심지였지만, 이 지역의 산림은 거의 고갈되었다. 중앙 큐벳과 우방기강 계곡의 보다 광범위한 삼림 지역은 점점 더 이용되고 있다.
원목 제거는 2003년에 약 95%의 연료비인 72,170,000 m2로 추정되었다. 현재 약 14종이 수확되고 있다. 2003년 임산물 수출 총액은 2,570만 달러였다. 임업이 확대되려면 외자도 필요하고 경제 성장을 촉진하기 위해서는 조세구조와 수출절차의 변화가 필요하다는 점을 정부는 인식하고 있다.

## 운송

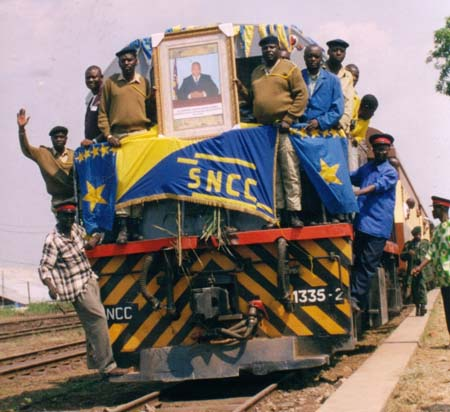
루붐바시에서 출발한 기차에 탑승하여 새로 단장한 노선을 타고 킨두에 도착하였다.

콩고 민주 공화국의 육상 운송은 항상 어려웠다. 콩고 분지의 지형과 기후는 도로와 철도 건설에 심각한 장벽을 가지고 있으며, 이 광대한 나라 전체에 걸쳐 거리는 어마어마하다. 게다가, 만성적인 경제 실정과 내부 갈등으로 인해 수년 동안 심각한 저투자로 이어졌다.
반면에 콩고 민주 공화국은 수천 킬로미터의 항해 가능한 수로를 가지고 있으며 전통적으로 수도 수송은 콩고 국토의 약 3분의 2를 이동하는 지배적인 수단이었다.

## 같이 보기
- 콩고 민주 공화국
- 유엔 아프리카 경제 위원회